# GameTrailers
GameTrailers（亦称GT）是专注于电子游戏相关内容的媒体网站，2002年由Geoffrey R. Grotz和布蘭登·瓊斯（Brandon Jones）創辦。它提供免费访问的原创节目（诸如评论与预告）、游戏预告片和游戏游玩录像。除了标准分辨率（640×360）外，许多视频剪辑还有高清版（960×540）。
GameTrailers用户可以上传视频、创建博客并参与论坛。老版本的GameTrailers中，用户还能参与并创建派系，派系有自己的私密论坛。网站改版后派系功能被取消了，一同取消的还有GTD货币系统和论坛等级。
美国时间2016年2月8日，GameTrailers宣布正式关闭网站。其商標及內容版權已賣給IGN，繼續會在YouTube頻道上運作。
2016年3月21日，創辦人布蘭登·瓊斯和部分原員工在Patreon創立Easy Allies。